# La Rambla
(Federico García Lorca)
La Rambla è un viale di Barcellona lungo un chilometro e quattrocento metri che collega Plaça de Catalunya con il Port Vell.

## Caratteristiche

Mappa de La Rambla

La Rambla è uno dei luoghi più emblematici della città, frequentatissimo tutto l'anno sia da turisti sia dagli abitanti del luogo, e ha nomi diversi nei suoi diversi tratti, per cui a volte è chiamata al plurale Les Rambles in catalano e Las Ramblas in castigliano. La parola rambla deriva dall'arabo raml (sabbia) e designa, come in altre città spagnole, una strada ricavata da un corso d'acqua asciutto, interrato o coperto.
Nel bene e nel male le Ramblas riassumono la vivacità e l'originalità di Barcellona. Se da un lato sono animate da artisti di strada, caffè e bancarelle, d'altro canto sono prese di mira dai borseggiatori.

## I nomi della Rambla
I cinque viali che compongono la Rambla, da nord a sud, sono così chiamati:
- Rambla des Canaletes che ha inizio dalla fontana di Canaletes;
- Rambla dels Estudis, con la Església de la Mare de Déu de Betlem in stile barocco, risalente alla fine del XVII secolo;
- Rambla de les Flors (o de Sant Josep), con il caratteristico Mercat de la Boqueria;
- Rambla dels Caputxins (o del Centre), dove si trova il Gran Teatre del Liceu, il famoso teatro dell'opera del XIX secolo, e la splendida Plaça Reial;
- Rambla de Santa Mònica, in cui si trova il convento di Santa Monica.

Anche la via che prosegue oltre Plaça Catalunya, attraversando l'Eixample, fino all'Avinguda Diagonal ha il nome di Rambla: Rambla de Catalunya. La passeggiata che prosegue la Rambla, oltre il monumento a Colombo, prende il nome di Rambla de Mar.

## L'attentato dell'agosto 2017
Alle 16.45 del 17 agosto 2017, La Rambla ha subito un grave attentato, rivendicato dall'ISIS. Un furgone Fiat Talento l'ha percorsa per 600 m da Plaça de Catalunya, all'altezza di Carrer Bonsuccès, fino al mercato de La Boqueria, investendo i passanti e provocando 16 morti e circa 130 feriti. Le nazionalità delle persone coinvolte sono 35.

## Galleria d'immagini

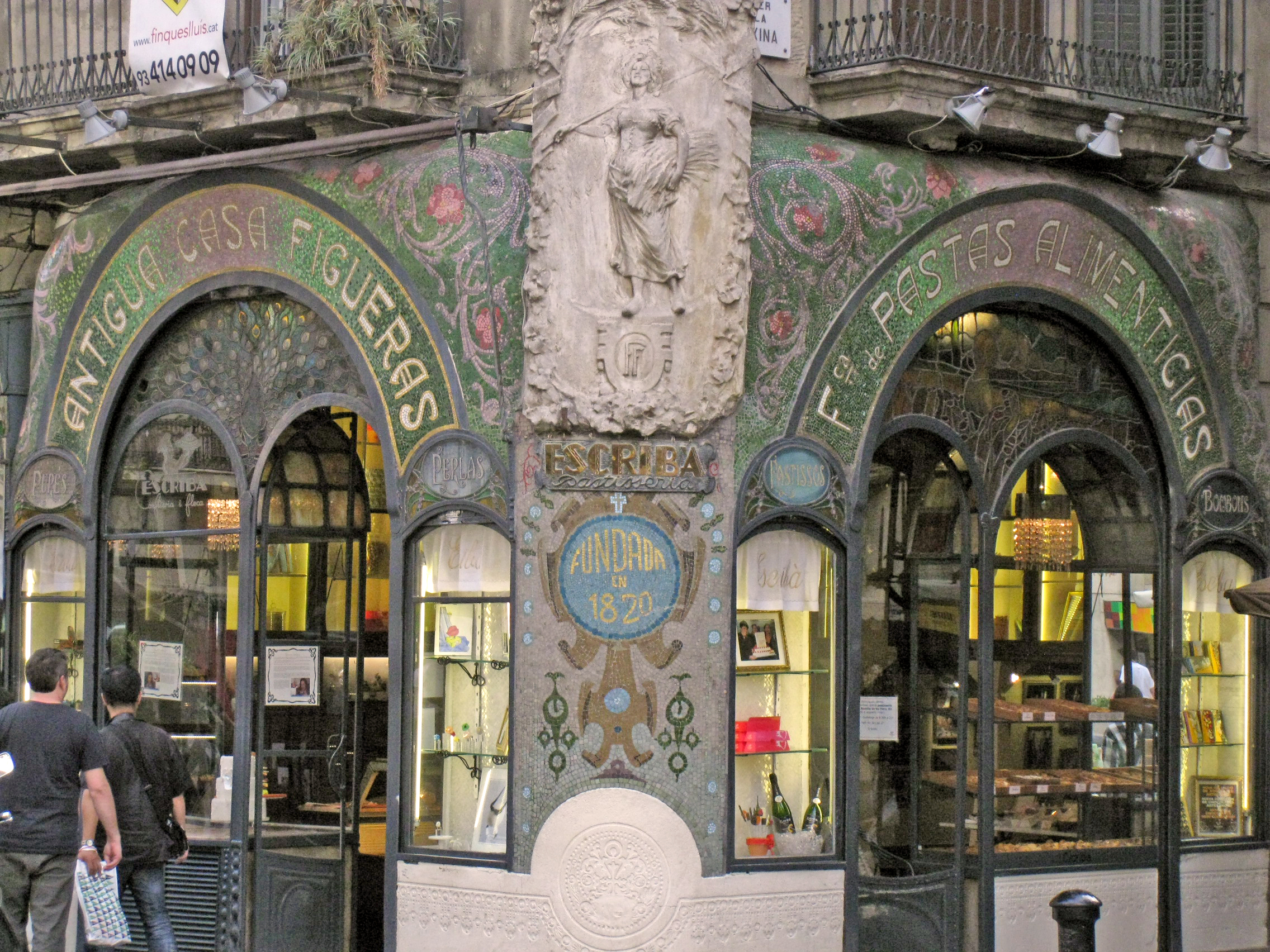
Antica Casa Figueras
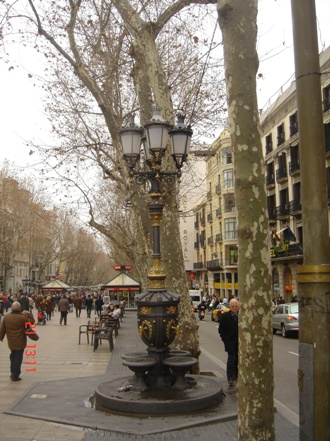
Font de Canaletes
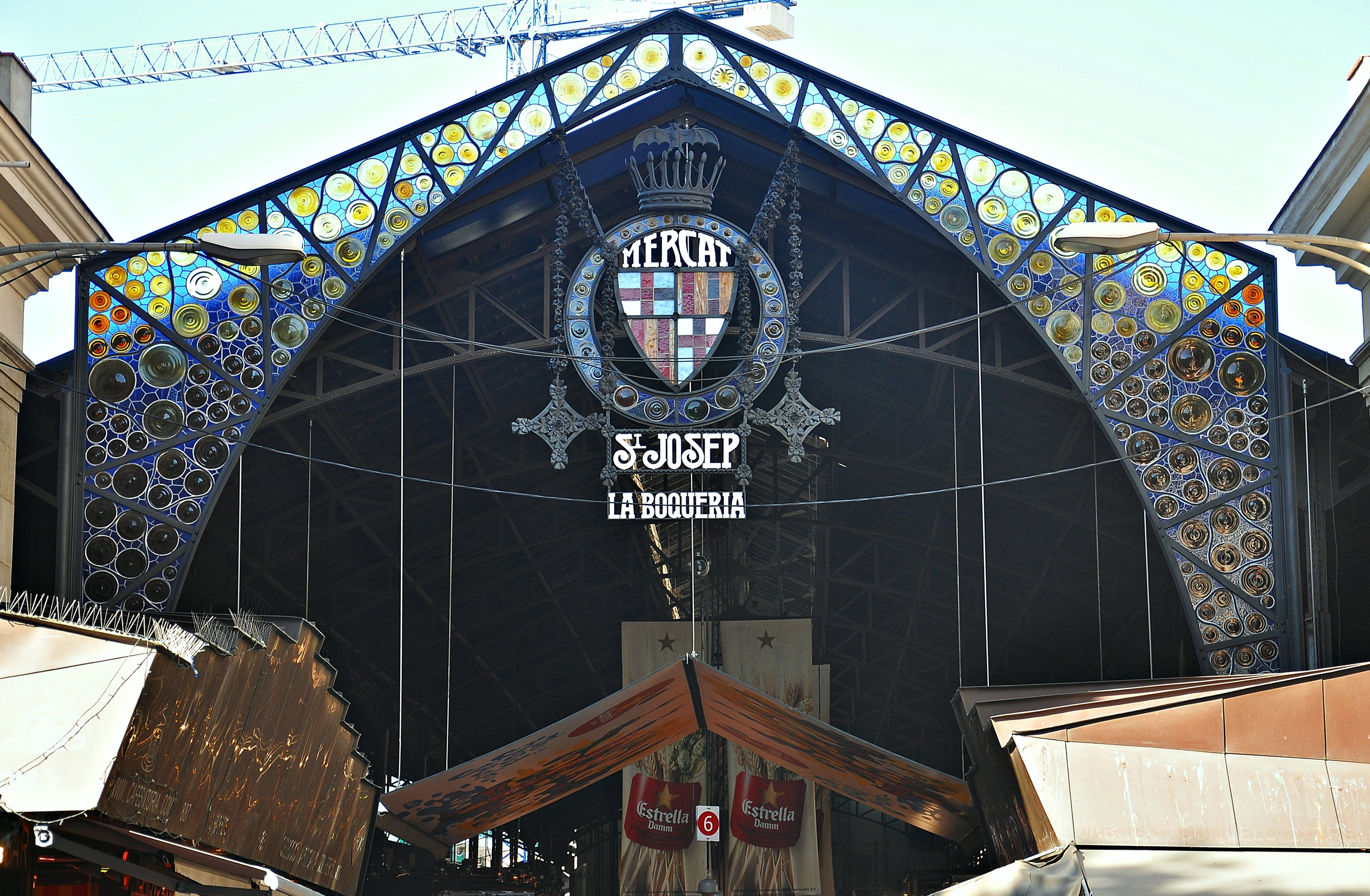
La Boqueria o Mercat de Sant Josep
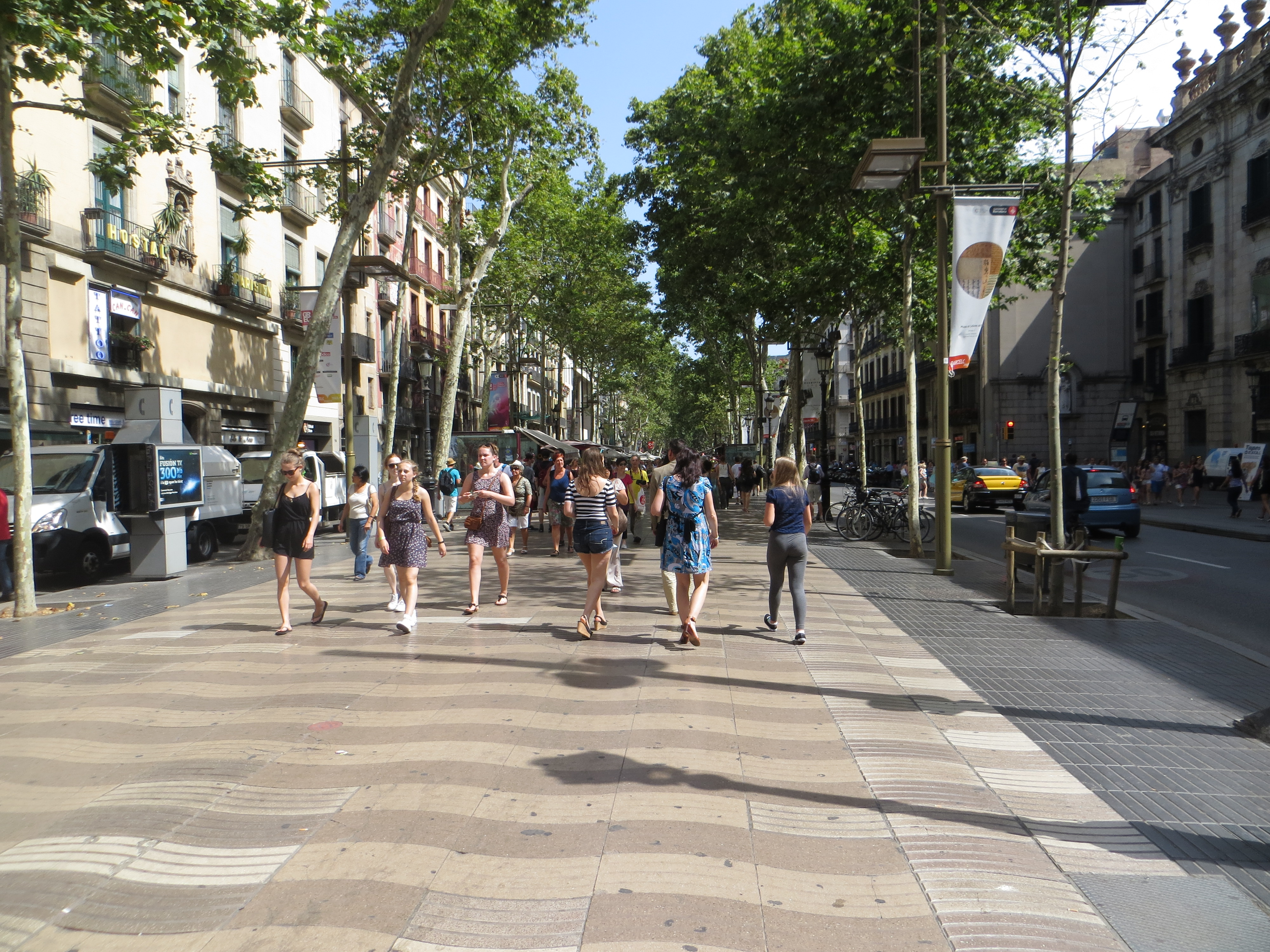
La Rambla
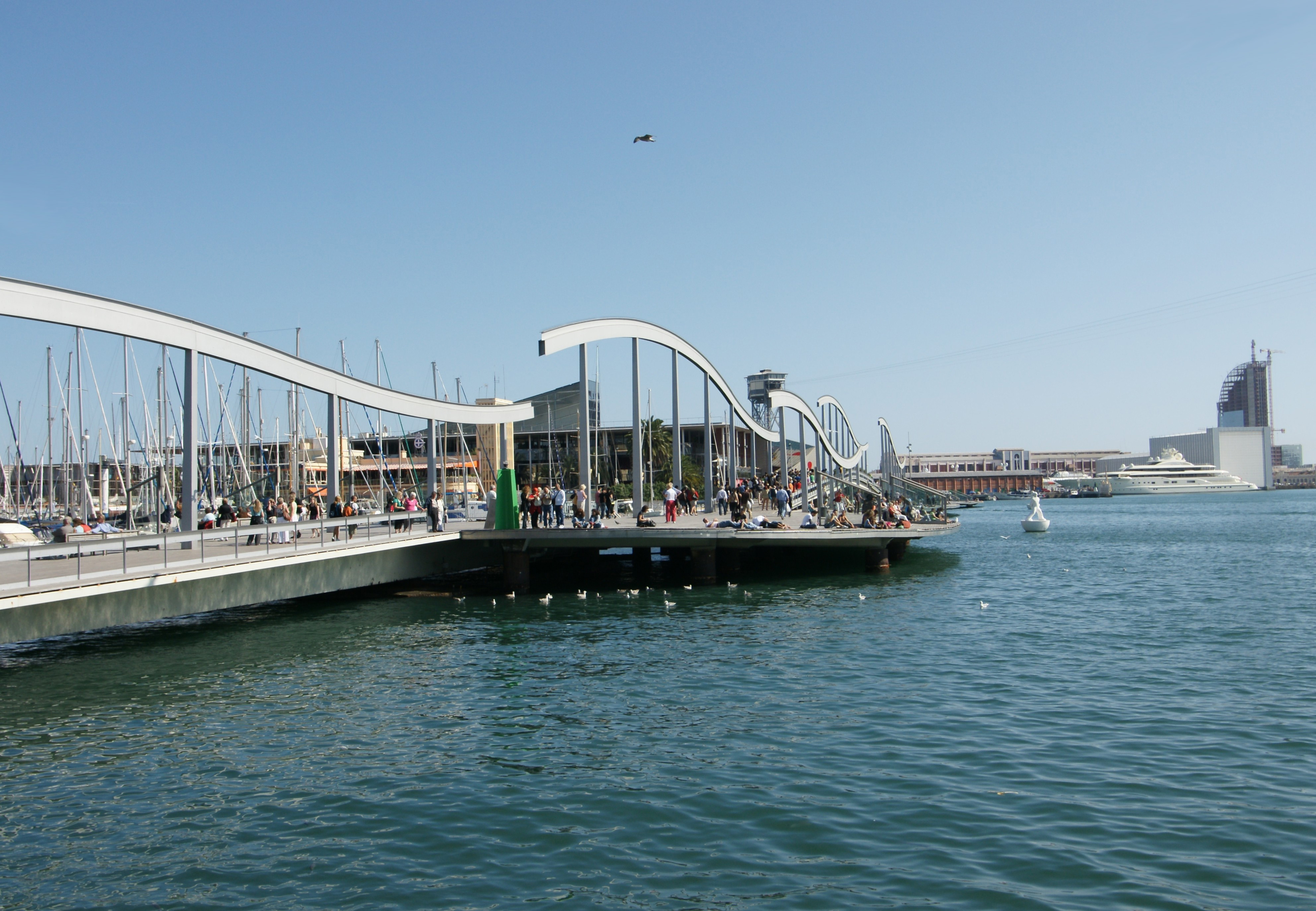
Rambla de Mar
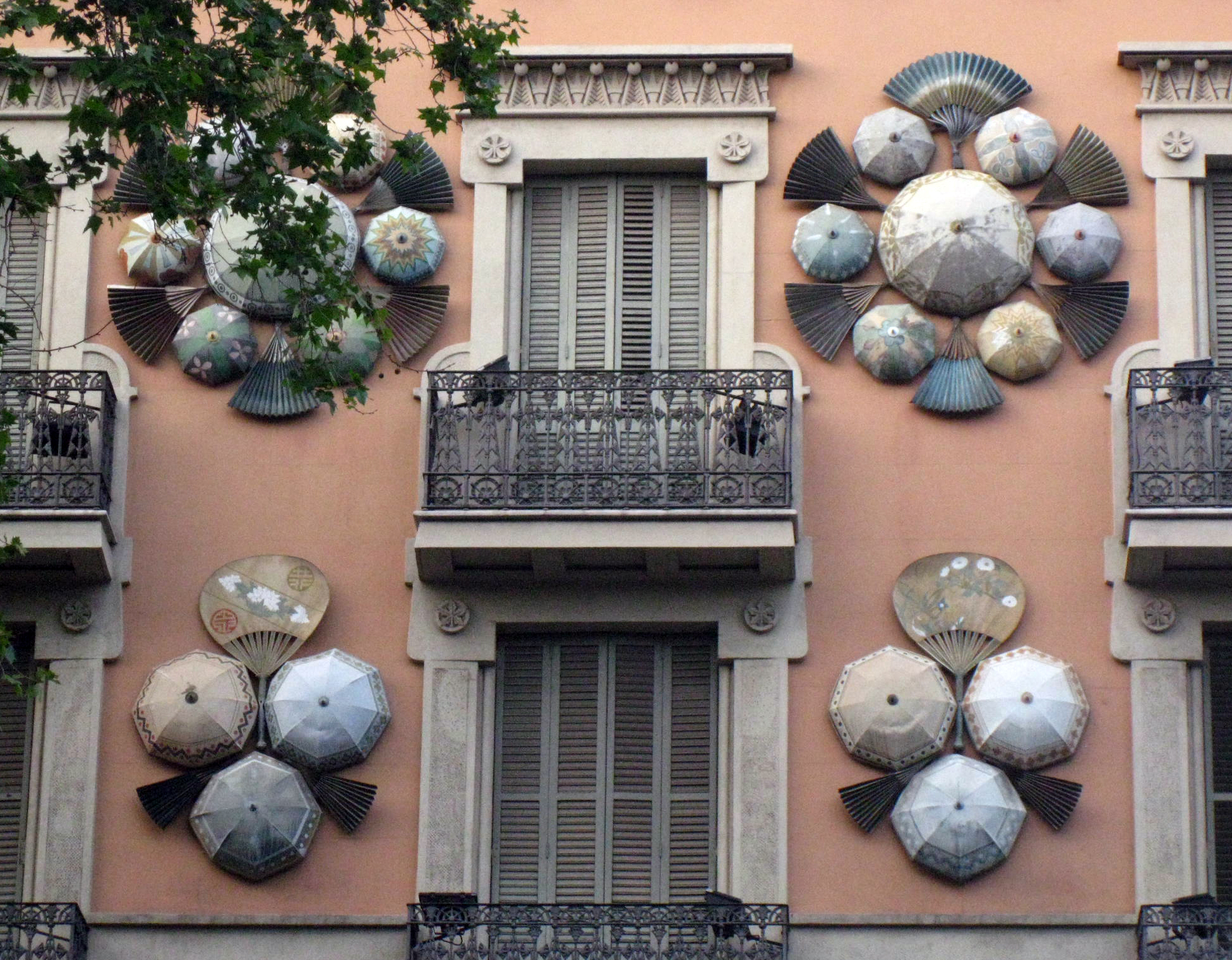
Casa dels Paraigües
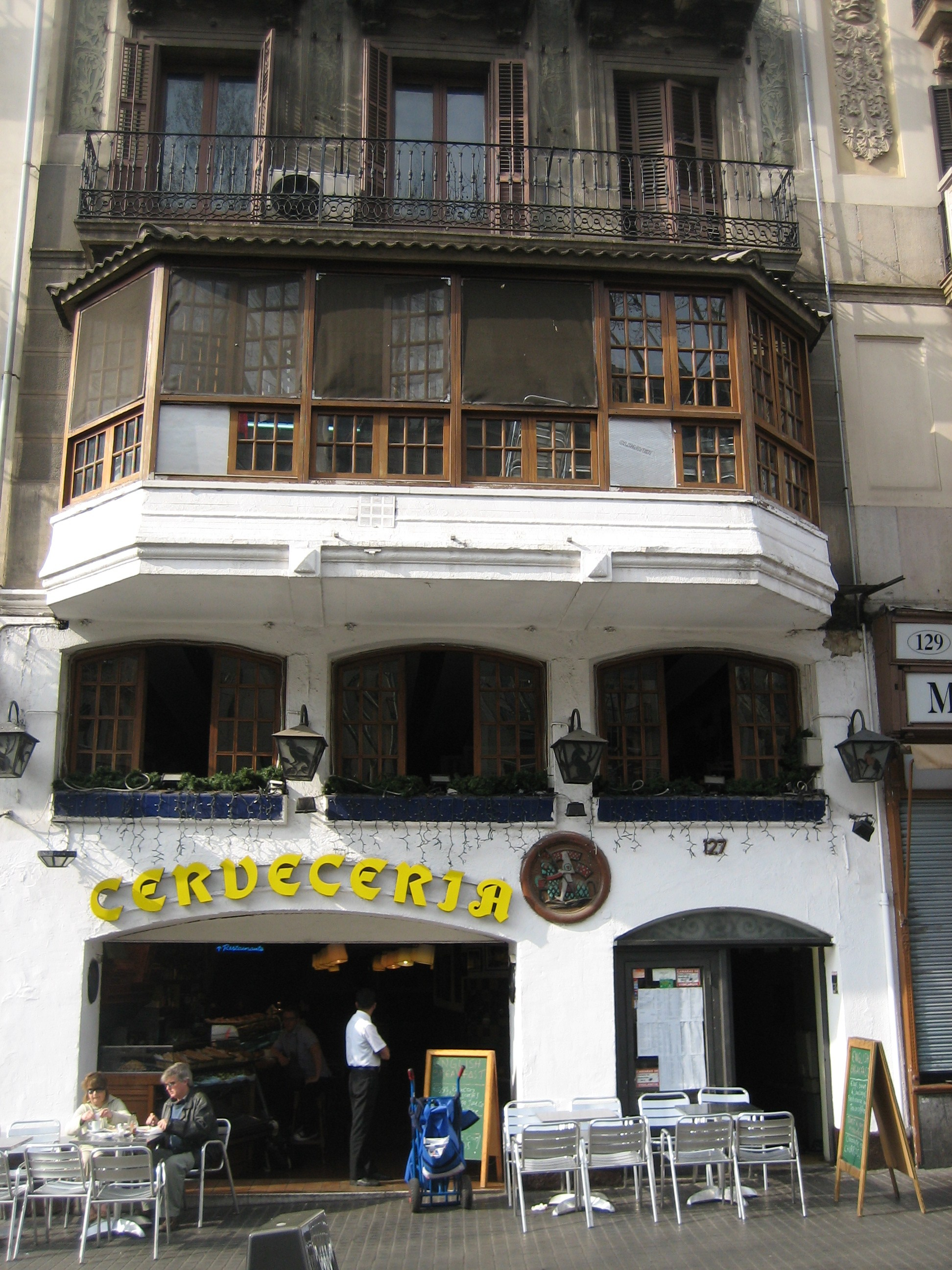
Una Cerveceria sulla Rambla
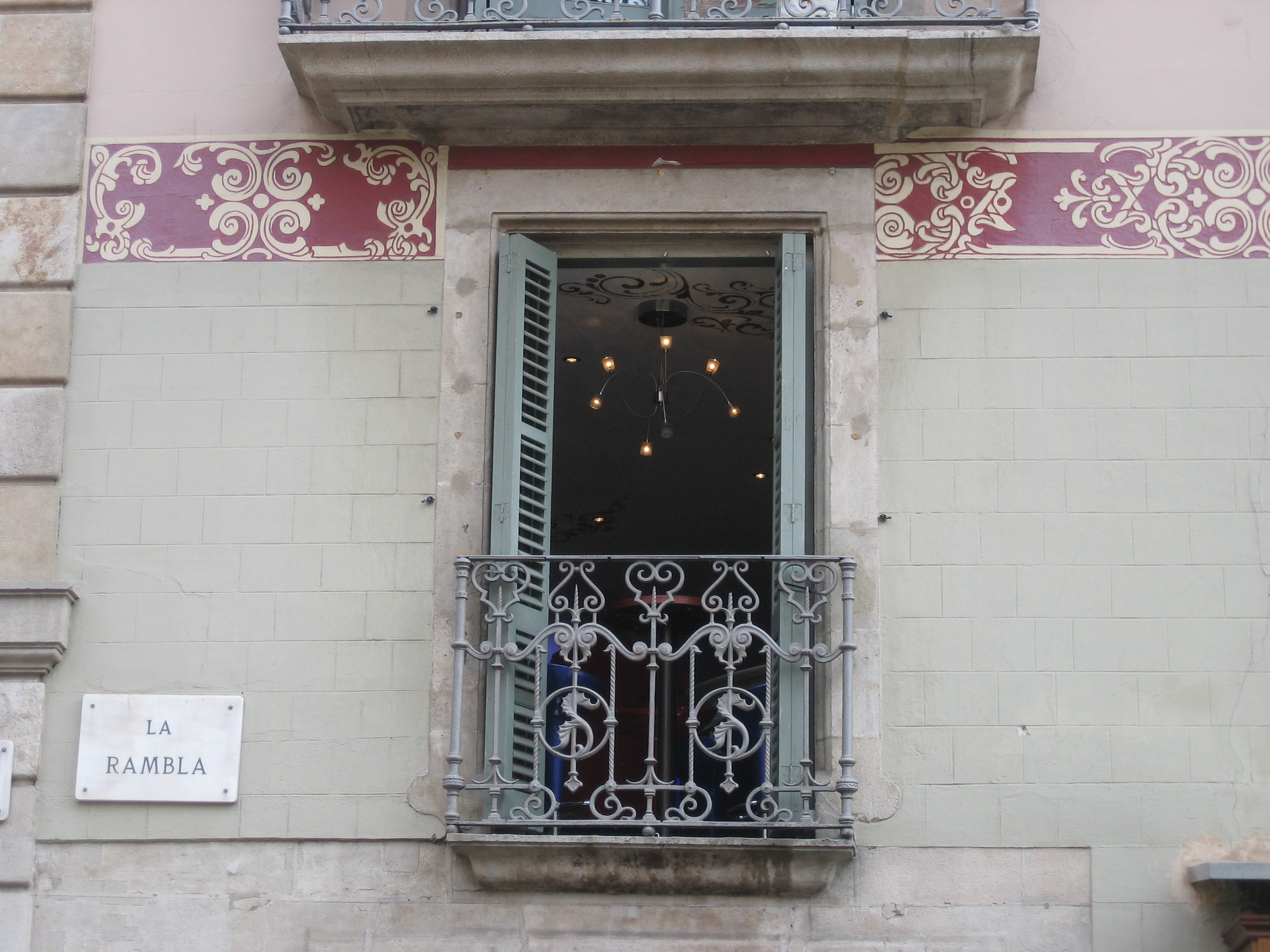
Casa sulla Rambla
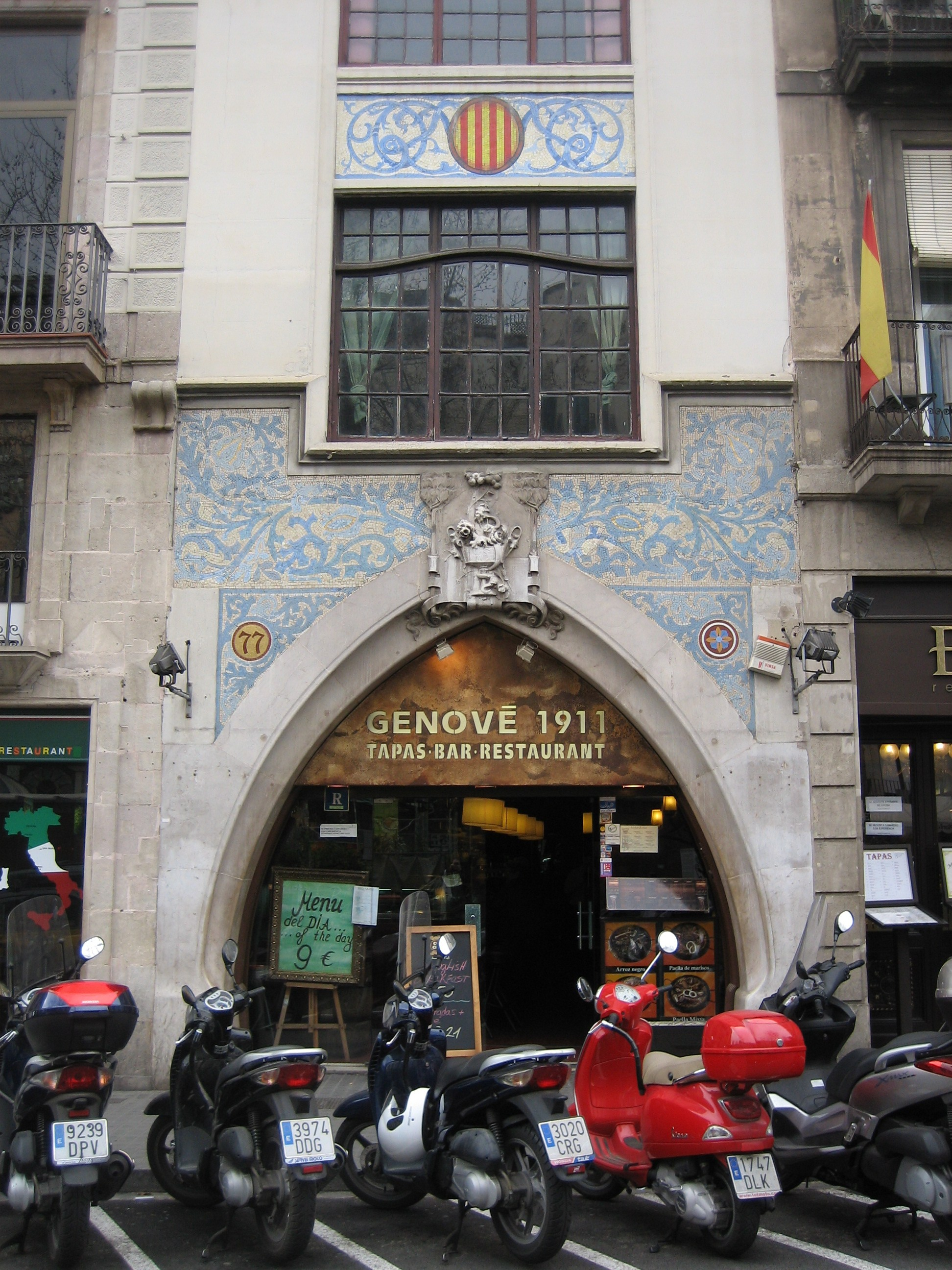
Genové 1911